# Vertiivka, Nijîn
Vertiivka (în ucraineană Вертіївка) este localitatea de reședință a comunei Vertiivka din raionul Nijîn, regiunea Cernihiv, Ucraina.

## Demografie
Componența lingvistică a localității Vertiivka
     Ucraineană (98,49%)
     Rusă (1,4%)
     Alte limbi (0,11%)
Conform recensământului din 2001, majoritatea populației localității Vertiivka era vorbitoare de ucraineană (98,49%), existând în minoritate și vorbitori de rusă (1,4%).